# Тихомировщина
Тихомировщина (рос. Тихомировщина) — присілок у Волховському районі Ленінградської області Російської Федерації.
Населення становить 12 осіб. Належить до муніципального утворення Колчановське сільське поселення.

## Історія
Згідно із законом № 56-оз від 6 вересня 2004 року належить до муніципального утворення Колчановське сільське поселення.

## Населення
| 1838 | 1862 | 1997 | 2007 | 2010 | 2013 | 2017 |
| ---- | ---- | ---- | ---- | ---- | ---- | ---- |
| 70   | ↘62  | ↘11  | ↘5   | ↘3   | ↗4   | ↗12  |